# Coppa del Re 1977 (hockey su pista)
La Coppa del Re 1977 è stata la 34ª edizione della principale coppa nazionale spagnola di hockey su pista. Il torneo ha avuto luogo dal 1º maggio al 19 giugno 1977.
Il trofeo è stato vinto dal Voltregà per la quinta volta nella sua storia superando in finale il Barcellona. In quanto squadra vincitrice, il Voltregà ha ottenuto anche il diritto di partecipare alla Coppa delle Coppe.

## Risultati

### Ottavi di finale
Le gare di andata furono disputate il 1º maggio; le gare di ritorno furono disputate il 17 maggio 1977
| Squadra 1  | Totale  | Squadra 2     | Andata | Ritorno |
| ---------- | ------- | ------------- | ------ | ------- |
| Barcellona | 13 - 7  | Cibeles       | 12 - 3 | 1 - 4   |
| Calafell   | 12 - 11 | Terrassa      | 10 - 6 | 2 - 5   |
| Caldes     | 11 - 12 | Vendrell      | 8 - 7  | 3 - 5   |
| Cerdanyola | n.d.    | Kiber         | n.d.   | n.d.    |
| Reus Ploms | 14 - 3  | Montemar      | 7 - 1  | 7 - 2   |
| Vic        | 6 - 12  | Noia          | 4 - 3  | 2 - 9   |
| Vilafranca | 6 - 18  | Voltregà      | 4 - 10 | 2 - 8   |
| Vilanova   | 8 - 9   | Reus Deportiu | 4 - 1  | 4 - 8   |

### Quarti di finale
Le gare di andata furono disputate il 21 maggio; le gare di ritorno furono disputate il 29 maggio 1977
| Squadra 1     | Totale | Squadra 2  | Andata | Ritorno |
| ------------- | ------ | ---------- | ------ | ------- |
| Calafell      | 5 - 9  | Noia       | 3 - 1  | 2 - 8   |
| Reus Deportiu | 5 - 11 | Barcellona | 5 - 7  | 0 - 4   |
| Vendrell      |        | Reus Ploms | 2 - 5  | n.d.    |
| Voltregà      | 16 - 6 | Cerdanyola | 11 - 3 | 5 - 3   |

### Semifinali
Le gare di andata furono disputate il 2 giugno; le gare di ritorno furono disputate il 9 giugno 1977.
| Squadra 1  | Totale  | Squadra 2 | Andata | Ritorno |
| ---------- | ------- | --------- | ------ | ------- |
| Barcellona | 14 - 5  | Vendrell  | 9 - 2  | 5 - 3   |
| Voltregà   | 23 - 11 | Noia      | 19 - 5 | 4 - 6   |

### Finale
| Murcia 19 giugno 1977 | Barcellona | 2 – 7 | Voltregà |  |